# Anggun
Anggun Cipta Sasmi (ur. 29 kwietnia 1974 w Dżakarcie) – francuska piosenkarka i autorka tekstów pochodzenia indonezyjskiego.
W 1986 wydała swój pierwszy rockowy album Dunia Aku Punya. Rozgłos zapewniło jej wydanie singla „Mimpi” w 1989. Wykorzystała to wyróżnienie, wydając kilka singli i trzy nowe albumy studyjne, które ustabilizowały jej pozycję na scenie i zapewniły jej opinię jednej z czołowych indonezyjskich gwiazd rocka na początku lat 90. W 1994 opuściła Indonezję, by kontynuować międzynarodową karierę. Po dwóch latach spędzonych w Londynie i Paryżu spotkała francuskiego producenta Ericka Benziego i podpisała umowę z Sony Music Entertainment. Wydała swój pierwszy międzynarodowy album Snow on the Sahara (1997), a z tytułowym przebojem trafiła na pierwsze miejsca list przebojów w kilku państwach. Od czasu przełomu jej międzynarodowej kariery wydała pięć albumów studyjnych w języku angielskim i francuskim oraz ścieżkę dźwiękową do duńskiego filmu Open Hearts (2002). Współpracowała z międzynarodowymi artystami, m.in. z Julio Iglesiasem, Peterem Gabrielem i Prasem. W 2012, reprezentując Francję z utworem „Echo (You and I)”, zajęła 22. miejsce w finale 57. Konkursu Piosenki Eurowizji w Baku.
Jest pierwszą indonezyjską artystką, która pojawiła się na europejskich i amerykańskich listach przebojów. Jej albumy pokrywają się złotem i platyną w niektórych krajach Europy. Za swoje osiągnięcia otrzymała wiele pochwał i wyróżnień, w tym Order Sztuki i Literatury z rąk Ministra Kultury Francji.
Poza muzyczną karierą angażuje się w wiele akcji charytatywnych i prac ku obronie środowiska. Była dwukrotnie ambasadorką ONZ: w 2005 podczas Międzynarodowego Roku Mikrokredytu, a w 2009 – dla ONZ ds. Wyżywienia i Rolnictwa.

## Życie i kariera

### 1974–1993: Wczesne życie i kariera w Indonezji
Urodziła się i wychowała w Dżakarcie. Jest drugim dzieckiem Darto Singo i Dien Herdiny. Jej ojciec jest jawajskim pisarzem, a matka – gospodynią domową z yogyakarckiej rodziny królewskiej. Jej pełne imię i nazwisko oznacza w języku balijskim „łaska zrodzona z marzeń”. Pomimo bycia muzułmanką, została wysłana do katolickiej szkoły, aby otrzymać lepsze wykształcenie podstawowe. W wieku siedmiu lat, Anggun zaczęła otrzymywać profesjonalne nauki śpiewu od swojego ojca. Uczyła się codziennie różnych technik wokalnych. Aby pomóc rozwijać karierę, jej matka została jej menedżerką. W wieku dziewięciu lat zaczęła pisać własne piosenki i nagrała swój pierwszy dziecięcy album.
W wieku dwunastu lat wydała swój pierwszy oficjalny studyjny album, Dunia aku punya (1986). Krążek został wyprodukowany przez znanego indonezyjskiego rockowego muzyka, Iana Antono. Album jednak nie przyniósł Anggun popularności. Trzy lata później zyskała sławę po wydaniu rockowego singla „Mimpi”; piosenka została później według magazynu „Rolling Stone Indonesia” jedną z 150 najlepszych indonezyjskich piosenek wszech czasów. Jej sława nadal rosła wraz z wydaniem kolejnych singli, zwłaszcza „Tua Tua Keladi” (1990), który stał się jej najbardziej popularnym hitem w Indonezji. Po serii udanych singli, Anggun wydała albumy Anak Putih Abu Abu (1991) i Nocturno (1992). Krążki przyniosły jej nagrodę „Najbardziej Popularnej Artystki Indonezyjskiej 1990–1991”.
W 1992 zaczęła się spotykać z francuskim inżynierem, Michelem Georgea, którego poznała rok wcześniej podczas wycieczki w Kalimantan. Para wzięła ślub, pomimo sprzeciwu rodziców, którzy uważali, że Anggun jest za młoda na małżeństwo. Jej mąż został następnie jej menadżerem. W następnym roku Anggun została najmłodszą indonezyjską piosenkarką, która założyła własną wytwórnię płytową, „Bali Cipta Records”. W tym roku wydała swój ostatni indonezyjski album Anggun C. Sasmi... Lah!!! (1993), a single „Kembalilah Kasih (Kita Harus Bicara)” i „Return Dear (We Need to Talk)” przyniosły płycie pierwsze miejsce w rankingach sprzedaży. W wieku dziewiętnastu lat Anggun sprzedała już ponad cztery miliony płyt w Indonezji. Zaczęła czuć, że w swoim kraju osiągnęła już tak dużo, że więcej nie zdoła i zaczęła myśleć o karierze międzynarodowej.

### 1994–1996: Początki w Europie
W 1994 wydała album, zatytułowany Yang hilang, płytę zawierającą największe hity artystki. By przenieść się do Europy, sprzedała swoją wytwórnię płytową. Anggun z mężem pojechali do Londynu, gdzie spędzili rok. W 2006 przyznała w wywiadzie dla magazynu „Trax”, że doświadczyła „szoku kulturowego” i miała prawdziwe problemy finansowe, gdy próbowała rozpocząć życie w Europie. Wyznała: „Myślałam, że pieniądze, które zarobiłam podczas sprzedaży wytwórni płytowej wystarczą [do utrzymania się w Londynie], ale stopniowo zaczęłam je tracić. Musiałam wydać tak dużo na zamawianie taksówek i jedzenie! Przestałam zamiawiać wszędzie taksówki, chodziłam po klubach i przedstawiałam się jako piosenkarka”. Przyznała także, że „musiała przestawić się ze skromnej introwertyczki, 'prawdziwej' Jawajki w niezmieszaną, nielękliwą, 'podrobioną' Jawajkę”. W 1998 wyznała w wywiadzie dla magazynu „Billboard”: „Marzyłam o karierze międzynarodowej, ale producenci nie przyjeżdżali do Indonezji, by szukać talentów, skoro były one osiągalne w ich własnych krajach. To ja musiałam pojechać do nich. Byłam ciekawa i myślę, że dobrze się zmienić. W Indonezji nie było takiego przepływu informacji. Teraz wszystko pochodzi z jednego źródła. No, i Internet nie był tak ogromny, jak jest teraz”.
Zaczęła pisać piosenki i nagrywać dema, które wysyłała do wytwórni płytowych w Anglii. Niestety, wszystkie spotkały się z negatywną odpowiedzią. Ostatecznie zdała sobie sprawę, że jej kariera w Anglii zmierza donikąd, po czym zaczęła myśleć o przeprowadzce do innego kraju. Myślała o podróży do Holandii, ale później zdecydowała się na Francję. W 1996 jej międzynarodowa kariera zaczęła się rozwijać. Została przedstawiona Erickowi Benziemu, producentowi muzycznemu, który wcześniej pracował z takimi gwiazdami jak Céline Dion, Jean-Jacques Goldman czy Johnny Hallyday. Będący pod wrażeniem talentu Anggun, zaoferował jej umowę na nagranie płyty. Piosenkarka podpisała kontrakt z wytwórniami Columbia France i Sony Music Entertainment. Po krótkim kursie języka francuskiego w Alliance Française, Anggun zaczęła pracować nad debiutanckim albumem z Benzim, ale także z Jacques’em Veneruso, Gildasem Arzelim i Nikki Matheson.

### 1997–1999:Au nom de la lune (Snow on the Sahara)i międzynarodowy sukces
W czerwcu 1997 wydała swój pierwszy francuskojęzyczny album, zatytułowany Au nom de la lune (Snow on the Sahara). Krążek był ogromnym artystycznym odsunięciem się od wcześniejszego, rockowego stylu Anggun. Tym razem eksperymentowała z muzyką światową i dźwiękami adult contemporary. Anggun opisała album słowami: „Koncentrujący wszystkie muzyczne oddziaływania mojego życia”. Powiedziała też: „Chcę pokazać Indonezję, ale w sposób progresywny, w słowach, w dźwięki, głównie przeze mnie”. Pierwszy singiel z albumu, „La neige au Sahara (Snow on the Sahara)”, szybko stał się hitem we Francji, gdzie trafił na pierwsze miejsce radiowych list przebojów w kraju oraz 16. na francuskiej liście singli. Był to najczęściej grany singiel we Francji w 1997, z wynikiem 7,9 tys. zagrań w radiu, pokrył się także srebrem z wynikiem 209 tys. sprzedanych egzemplarzy. Kolejne dwa komercyjne single, „La rose des vents” i „Au nom de la lune”, zostały wydane, lecz spotkały się ze skromniejszym sukcesem na listach przebojów. Album trafił na 34. miejsce na French Albums Chart oraz został sprzedany w 150 tys. egzemplarzach we Francji i Belgii. Anggun otrzymała nominację do Victoires de la Musique (francuski odpowiednik Nagród Grammy) za Najlepszy Debiut.
Angielska wersja albumu, Snow on the Sahara, została wydana w 33 krajach całego świata (w Azji, Europie i Ameryce. Zawierała utwory z francuskiego Au nom de la lune, które zostały przetłumaczone na język angielski przez autora tekstów piosenek Nikki Mathesona, a także cover przeboju Davida Bowiego – „Life on Mars?”. Dla fanów w południowej Azji umieściła na płycie indonezyjskojęzyczną piosenkę „Kembali”, która stała się hitem w tym regionie. Krytyk muzyczny Stephen Thomas Erlewine z Allmusic nazwał album „obiecującą próbą debiutu”, ponieważ „[Anggun] pokazała wystarczająco dużo talentu na płycie”. Pierwszy singiel z płyty, „Snow on the Sahara”, osiągnął komercyjny sukces, trafiając na pierwsze miejsca list przebojów we Włoszech, w Hiszpanii oraz do najlepszej piątki hitów w Wielkiej Brytanii. Piosenka została również użyta jako ścieżka dźwiękowa do ogólnoświatowej kampanii szwajcarskiego producenta zegarków Swatch. Snow on the Sahara została sprzedana w ilości 1,5 miliona egzemplarzy na całym świecie i zdobyła status Diamentowej Płyty.
W Stanach Zjednoczonych, album Snow on the Sahara został wydany przez wytwórnię Epic Records, w maju 1998. Anggun wyjechała do USA na 9-miesięczne tournée promujące album, podczas którego była supportem dla takich artystów jak zespół The Corrs czy Toni Braxton. Występowała w Lilith Fair (u boku Sarah McLachlan i Erykah Badu). Pojawiła się także w amerykańskich programach telewizyjnych, np. w „The Rosie O’Donnell Show”, „Sessions at West 54th”, oraz udzieliła wywiadu dla CNN WorldBeat. Jej twarz zdobiła okładki takich magazynów jak „Rolling Stone” czy Billboard. Pomimo ogromnej reklamy, Snow on the Sahara nie osiągnęła dużego sukcesu w Ameryce. Album trafił na 23. miejsce Billboard Heatseekers Albums Chart i został sprzedany w nakładzie 200 tys. egzemplarzy, dzięki czemu zajmuje jedno z najwyższych miejsc w rankingu najczęściej kupowanych albumów przez azjatyckiego artystę.

### 2000–2003:ChrysalisiOpen Hearts

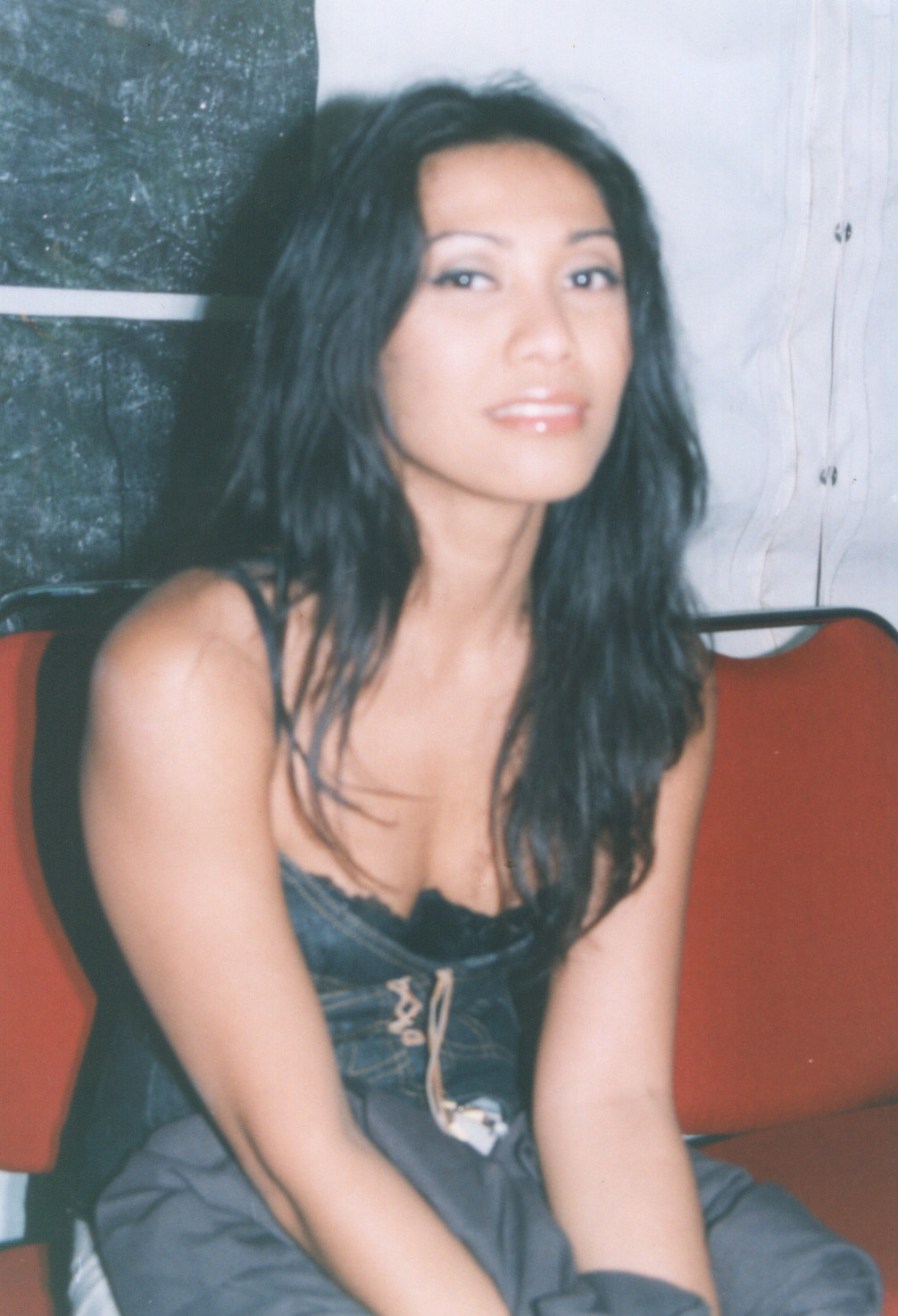
Anggun po Koncercie Ducha Pokoju w Yogyakarta (Indonezja); 1 marca 2003

W 1999 wzięła rozwód z Michelem Georgea, po siedmiu latach małżeństwa. To zainspirowało ją do nagrania kolejnego albumu. Drugi francuskojęzyczny album Désirs contraires, który został wydany we wrześniu 1999. Erick Benzi znów zajął się produkcją albumu. Chociaż płyta zawierała kilka kompozycji Anggun, nie zdołała powtórzyć sukcesu poprzedniego albumu. Désirs contraires trafił na 48. miejsce French Albums Chart i został sprzedany w ilości 30 tys. egzemplarzy we Francji. Album promowały tylko dwa single: „Un geste d’amour” i „Derrière la porte”. Żaden z nich nie osiągnął komercyjnego sukcesu, chociaż „Un geste d’amour” trafił na 62. miejsce French Singles Chart.
Anglojęzyczna wersja albumu, „Chrysalis”, osiągnęła większy sukces. Album został wydany krótko po premierze Désirs contraires. Ukazał się w 15 krajach, natomiast nie w Stanach Zjednoczonych z powodu słabych wyników sprzedaży pierwszej płyty. Płytę promował utwór „Still Reminds Me”, który osiągnął wysokie miejsca na airplay w Azji i Europie. Stał się jej trzecim hitem, który trafił na 1. miejsce indonezyjskich list przebojów oraz trzecim, który trafił do najlepszej 20 singli we Włoszech (gdzie zajął 17. miejsce). Anggun wydała również singiel specjalnie dla sklepów w Indonezji i Malajce – „Yang 'Ku Tunggu” (indonezyjskojęzyczna wersja „Un geste d’amour”), który stał się kolejnym hitem artystki w kraju.
Pod koniec 2000 otrzymała zaproszenie od Watykanu na specjalny, świąteczny koncert, podczas którego miałaby zaśpiewać u boku Bryana Adamsa i Dionne Warwick. Podczas uroczystości wykonała swoją interpretację utworu „Have Yourself a Merry Little Christmas” oraz „Still Reminds Me”. Jej występ został uwieczniony na kompilacji Noël au Vatican. Miesiąc później Anggun zaczęła trasę koncertową po Azji i Europie. Tournée zakończyło się 30 kwietnia 2001 w Kallang Theater (Singapur). W 2000 otrzymała Cosmopolitan Asia Woman Award, a w 2002 – Woman Inspired Award.
W tym okresie Anggun zawiązała nić współpracy: angażowała się w tworzenie ścieżek dźwiękowych do różnych projektów, współtworzyła albumy charytatywne. Z DJ Cam nagrała angielskofrancuską piosenkę „Summer in Paris”, która stała się klubowym hitem w Europie i Azji. Utwór znalazł się na płycie DJ-a – Soulshine. Wraz z Deep Forest wydała indonezyjsko-angielski utwór „Deep Blue Sea”, który pojawił się na ich płycie Music Detected. W 2003 współpracowała z włoskimi rockmanami – Piero Pelù, Serge Lama i Tri Yann. Brała też udział w kilku projektach charytatywnych – „Echoes of the Earth” (2000), „Les voix de l'espoir” (2001) i „Gaia” (2002) (gdzie pojawiła się w u boku Zucchero w piosence „World”). Duet z Piero Pelù przyniósł włosko-angielską kompozycję „Amore Immaginato”, która stała się hitem we Włoszech.
Anggun brała też udział w produkcji dwóch skandynawskich filmów: stworzyła piosenkę „Rain (Here Without You)” do filmu Anja & Viktor (2001) oraz cały soundtrack do Open Hearts (2002). Podczas realizacji Open Hearts Anggun pracowała z dwoma duńskimi producentami: Jesperem Winge Leisnerem i Nielsem Brinckem. Utwór „Open Your Heart” został wydany jako komercyjny singiel z albumu ze ścieżką dźwiękową z filmu, trafił na 51. miejsce Norwegian Singles Chart. Piosenka przyniosła artystce napinację w kategorii „Najlepsza Piosenka” podczas Robert Awards 2003 (duńskiego odpowiednika Nagrody Akademii Filmowej). Jako singiel wydała również „Counting Down”, które dotarło do top 10 hitów airplay w Indonezji. Współpraca Anggun z Sony Music zakończyła się w 2003, z powodu zmian strukturalnych w wytwórni, po połączeniu jej z BMG Music. Piosenkarka przeprowadziła się do Montrealu (Kanada), gdzie poznała Oliviera Maury'ego, absolwenta szkoły prawniczej. W 2004 pobrali się w Bali.

### 2004–2006:Luminescence
W 2004 powróciła do Paryża, gdzie podpisała kontrakt z wytwórnią Heben Music (niezależną od Sony BMG France i Universal Music International). Rozpoczęła pracę nad nowym albumem wraz z kilkoma producentami, m.in. Jean-Pierre Taiebem i Fredericem Jaffrem. Anggun, która komponowała głównie w języku angielskim, zatrudniła znanych francuskich autorów tekstów, takich jak Jean Fauque, Lionel Florence, Tété i Evelyn Kral, którzy tłumaczyli jej anglojęzyczne piosenki na język francuski. W tym samym roku wydała swój pierwszy, od prawie czterech lat, francuskojęzyczny singiel „Être une femme”. Utwór był dostępny w dwóch wersjach: solowym, nagranym dla potrzeb komercyjnych oraz w duecie z Diam’s na potrzeby radia. Przyniosło to jej miejsce w najlepszej 20 hitów we Francji, gdzie zajęła 16. miejsce na French Singles Chart. Co więcej, po raz pierwszy jej francuskojęzyczna piosenka znalazła się na Switzerland Singles Chart, gdzie trafiła na 58. miejsce. Wydany w lutym 2005 trzeci francuskojęzyczny album Anguun, Luminescence, zadebiutował na French Albums Chart na 30. miejscu, a potem pokrył się złotem, z wynikiem 100 tys. sprzedanych egzemplarzy. Drugi singiel z płyty, „Cesse la pluie”, również stał się hitem: zajął 10. miejsce na listach przebojów w Belgii, 22. we Francji i 65. w Szwajcarii.

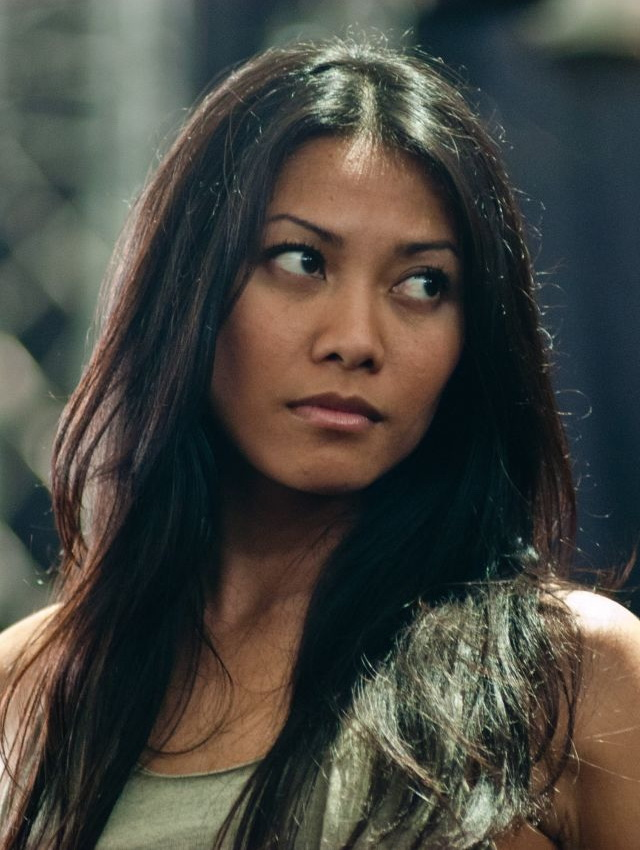
Anggun w 2005

Anglojęzyczna wersja Luminescence, mająca ten sam, francuski tytuł, została wydana w sierpniu 2005 w Europie i Azji. Na pierwszy singiel wybrano utwór „Undress Me”, który szybko trafił na włoskie listy przebojów. Drugi singiel, „In Your Mind”, stał się hitem w Azji, natomiast trzeci, „Saviour”, został użyty w ścieżce dźwiękowej do filmu Transporter 2.
Za swoje międzynarodowe osiągnięcia i wspieranie francuskiej kultury, Anggun zdobyła prestiżowe wyróżnienie – Order Sztuki i Literatury z rąk Ministra Kultury Francji. Była wyznaczona na rzecznika Międzynarodowego Roku Mikrokredytu (programu ONZ, który miał na celu wyeliminowanie zadłużenia w krajach Trzeciego Świata) oraz na ambasadora szwajcarskiej filmy produkującej zegarki Audemars Piguet. W tym czasie Anggun wydała album Genesis (2004), w duecie z Peterem Gabrielem. Wraz z Julio Iglesiasem nagrała przerobioną wersję utworu „All of You”, która znalazła się na jego albumie Romantic Classics (2005). W 2006 wzięła udział we francuskiej kampanii przeciwko AIDS, na którego potrzeby współtworzyła piosenkę „L'Or de nos vies”, wraz z kilkoma francuskimi muzykami, np. z Mattem Pokorą.
W sierpniu 2006 wydała specjalną, francusko-angielską wersję Luminescence z trzema nowymi piosenkami. Ze 119. miejsca na French Albums Chart trafiła aż na 16. (w sumie: 103 miejsca różnicy), dzięki czemu Luminescence okazał się jej najlepiej ocenionym albumem we Francji. „Juste avant toi”, nowy singiel z albumu, dostał się na 28. miejsce French Singles Chart, jego angielska wersja, „I'll Be Alright", trafiła na 1. miejsce na liście przebojów w Indonezji, a reedycja Luminescence z lutego 2007 – na 3. miejsce we French Back Calatogue Chart.
W grudniu 2006 otrzymała specjalne wyróżnienie, „Najlepszy Międzynarodowy Artysta” podczas Anugerah Musik Indonesia (największej ceremonii wręczenia nagród muzycznych w Indonezji). Nagroda została wręczona artystce za promocję muzyki indonezyjskiej w międzynarodowym przemyśle muzycznym. Anggun wydała album Best-Of, który zawierał wszystkie międzynarodowe hity, w tym trzy re-edycje indonezyjskich przebojów. Poza tym, nagrała singiel „Tonight” z niemiecką grupą Reamonn oraz charytatywny utwór „Pour que tu sois libre” z francuskimi gwiazdami muzyki.

### 2007–2010: Macierzyństwo iElevation
Po rozpadzie małżeństwa z Olivierem Maurym w 2006 zaczęła spotykać się z francuskim pisarzem Cyril Montana, którego ostatecznie poślubiła. 8 listopada 2007 urodziła swoje pierwsze dziecko, córkę Kiranę Cipta Montanę. W tym samym roku wzięła udział w kilku projektach dotyczących ochrony środowiska. Była narratorem filmu dokumentalnego BBC Un jour sur terre/Earth i skomponowała do singiel – „Un jour sur terre”. Została wyróżniona jako „Marraine des Prix Micro-Environnement” przez francuskiego Ministra Ekologii i Zrównoważonego Rozwoju oraz National Geographic Channel. W grudniu 2007 znów otrzymała zaproszenie do Watykanu, by wystąpić na koncercie świątecznym w Weronie (Włochy), razem z Michaelem Boltonem. Podczas World Music Awards 2008 w Monako wystąpiła u boku Laurent Wolf, z którym zaśpiewała utwór „No Stress”. Występ otrzymał tak dobre opinie, że Wolf postanowił dodać cover Anggun na swoją płytę Wash My World.

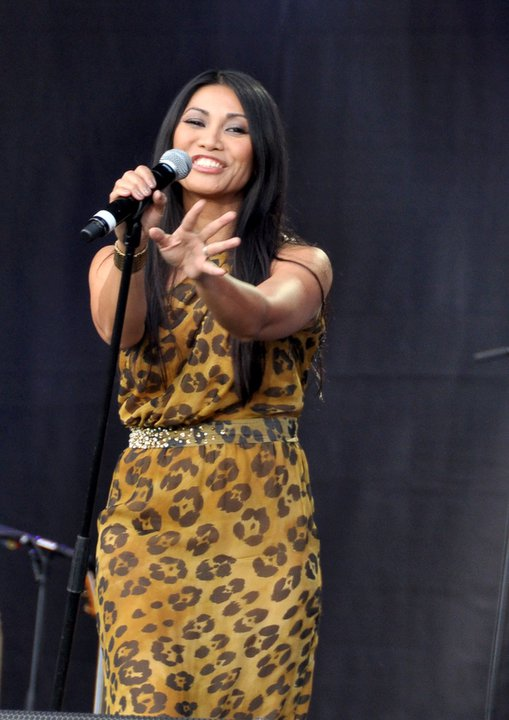
Anggun w 2011 podczas koncertu SOS Racisme mającego na celu promocję różnorodności rasowej

20 października 2008 wydała swój czwarty album studyjny, zatytułowany Elevation, który nosił taką samą nazwę w wersji francuskiej i angielskiej. Na płycie znajdują się piosenki w gatunku urban i hip-hop. Elevation został wyprodukowany przez Tefa & Masta (hip-hopowy duet producentów), a przy nagrywaniu współpracowali tacy raperzy, jak Pras Michel z zespołu The Fugees, Sinik i Big Ali. Pierwszym singlem z płyty został utwór „Crazy”, który miał również francuską i indonezyjską wersję – „Si tu l'avoues” i „Jadi Milikmu”. Anggun przeniosła się z wytwórni Sony BMG do Warner Music. Jednakże, Sony BMG wciąż miało prawa do dystrybucji jej albumu do azjatyckich sklepów. W Rosji, na płycie Elevation znalazła się dodatkowa pozycja, rosyjska wersja singla, „O nas s toboj”, którą nagrała w duecie z rosyjkim piosenkarzem Max Lorens. Przed oficjalną premierą albumu, album już miał status „podwójnej platyny” w Indonezji.
Czteroletni kontrakt Anggun z Audemars Piguet został przedłużony. Piosenkarka została ponadto wybrana przez międzynarodową markę środków do pielęgnacji włosów Pantene i nowozelandzką firmę produktów mlecznych Anlene na swojego ambasadora. 16 października 2009 została wybrana Ambasadorem Dobrej Nadziei organizacji FAO, będącej częścią Organizacji Narodów Zjednoczonych. Anggun była również jurorem podczas wyborów Miss Francji 2009. Na początku 2010 nagrała piosenkę „Chama por me (Call My Name)”, w duecie z portugalskim piosenkarzem Mickaelem Carreirą. Wystąpiła z nim też na koncercie w Lizbonie, 26 lutego 2010. Współpracowała z niemieckim muzykiem Schillerem: współtworzyła tekst piosenki oraz zaśpiewała głównie partie w dwóch piosenkach – „Always You” i „Blind”, z albumu grupy Atemlos (2010). Wyjechała również z nimi na ich trasę koncertową „Atemlos Tour”, podczas której jeździli po 14 miasta Niemiec w maju 2010.

### Od 2011:Echoes, Konkurs Piosenki Eurowizji
W marcu 2011 ogłosiła tytuły swojej piątej studyjnej płyty: Echoes (anglojęzyczna) oraz Échos (francuskojęzyczna). Jest to jej pierwszy samodzielnie wyprodukowany album międzynarodowy. Współpracowała z Gioacchino, Pierre Jaconellim, Jean-Pierre Pilotem i Williamem Rousseau. Piosenkarka opuściła Heben Music, by założyć własną wytwórnię – April Earth. Do dystrybukcji płyty dała prawa Warner Music (Europa) i Sony Music (Azja). Angielska wersja płyty pojawiła się najpierw w Indonezji, w maju 2011, gdzie szybko podbiła listy najlepszych albumów i zdobyła status „poczwórnej platyny”. Utwór „Only Love” oraz indonezyjska wersja „Hanyalah Cinta” zostały wydane jako główne single albumu i trafiły na pierwsze miejsca list przebojów. Francuska wersja została wydana w listopadzie 2011 i trafiła na 57. miejsce French Albums Chart. Piosenka „Je partirai” zdobyła 5. miejsce na listach w Belgii. Po raz trzeci pojawiła się podczas koncertu świątecznego w Watykanie, tym razem wykonując „Only Love” i „Have Yourself a Merry Little Christmas” (z Ronanem Keatingiem).

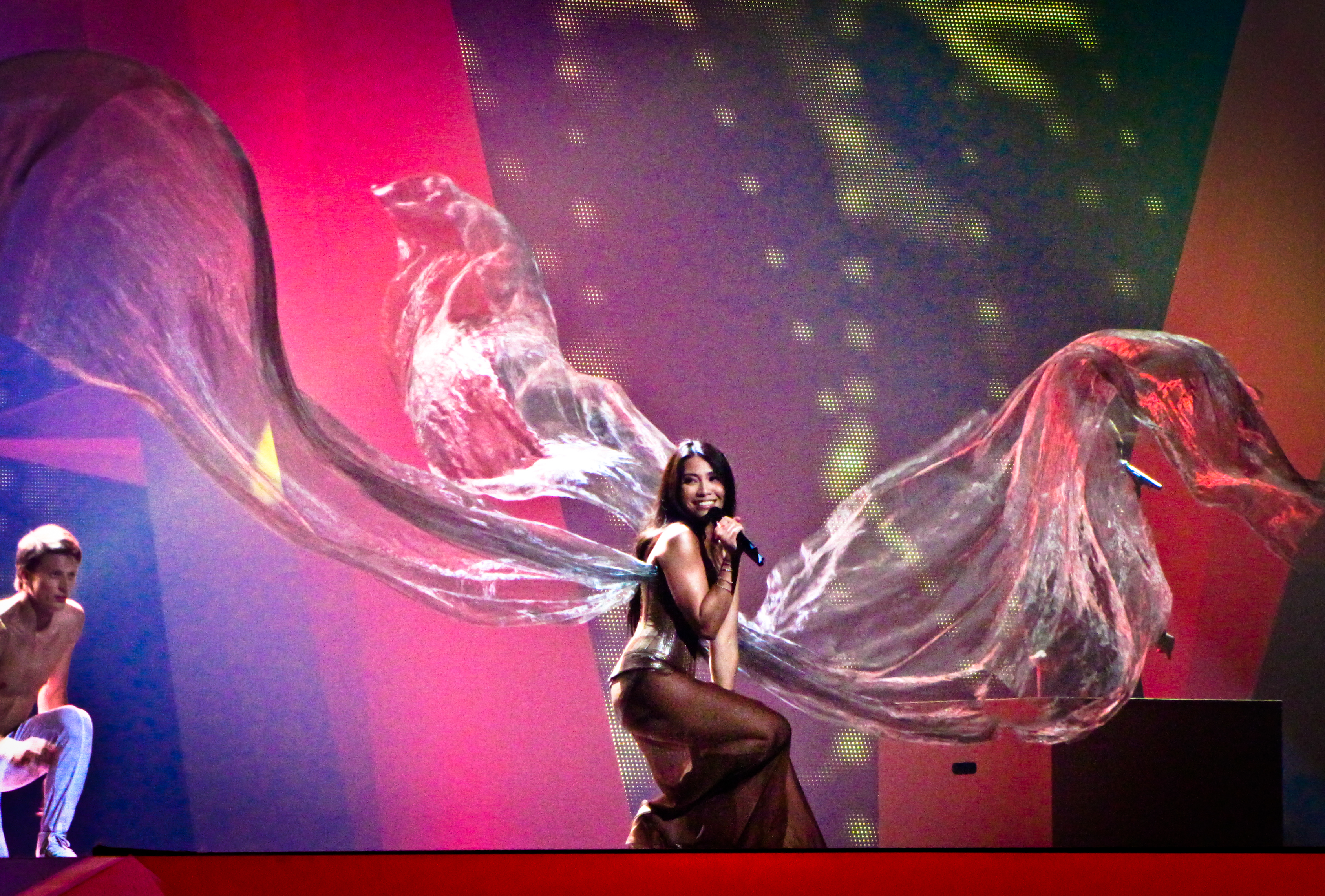
Anggun podczas występu w finale 57. Konkursu Piosenki Eurowizji w Baku, maj 2012

W listopadzie 2011 została wybrana przez France Télévisions na reprezentantkę Francji podczas 57. Konkursu Piosenki Eurowizji w 2012. Swój konkursowy utwór, „Echo (You and I)”, napisała we współpracy z Williamem Rousseau i Jean-Pierre Pilotem. Piosenka została również wydana w czterech różnych wersjach w duecie: z Claudią Faniello z Malty, Nielsem Brinckiem z Danii, Viktorem Vargą z Węgier i Keo z Rumunii. Anggun zorganizowała wielką trasę promocyjną w ponad 15 krajach Europy. 26 maja wystąpiła podczas finału Konkursu Piosenki Eurowizji organizowanego w Baku w kreacji projektu Jean-Paul Gaultiera. Pomimo ogromnej trasy promocyjnej, popularności i długich przygotowań, Anggun zajęła ostatecznie 22. miejsce z 21 punktami na koncie. Po konkursie wyznała, że pierwotnie liczyła na miejsce w pierwszej dziesiątce i jest bardzo zawiedziona wynikami.
W marcu 2012 wydała międzynarodową edycję Echoes z „Echo (You and I)” jako głównym singlem. Po udziale w Konkursie Piosenki Eurowizji zaczęła promować album. Anggun wyruszyła na trasę koncertową po kilku krajach Europy, a rozpoczęła koncertem w Yerres zorganizowanym 8 czerwca. W tym samym czasie ogłosono, że Anggun zasiądzie za panelem jurorskim w pierwszej edycji indonezyjskiej wersji programu The X Factor.

## Wizerunek
Anggun często nazywana jest przez media „indonezyjską diwą”. Znana jest ze swojej kontraltowej barwy głosu oraz unikatowych improwizacji. Kiedy wydała płytę Snow on the Sahara była nazywana „azjatycką Annie Lennox”. Zaczęła szkolić swój głos w wieku 7 lat, przy pomocy ojca Darto Singo. Początkowo grała muzykę rockową, nawiązującą do takich grup jak Guns N’ Roses, Bon Jovi czy Megadeth. Po staniu się rozpoznawalną na świecie, zaczęła eksperymentować ze swoim wizerunkiem, stylizacjami, które zmieniała przy każdym kolejnym albumie. Zaczęła podkreślać swoją kobiecość, seksualność długimi czarnymi włosami i ciemną karnacją. Zaczęła współpracę z takimi projektantami jak Azzedine Alaïa, Dolce & Gabbana czy Roberto Cavalli. W 2010 zajęła 18. miejsce w rankingu magazynu FHM na liście 100 Najseksowniejszych Kobiet Świata. Z racji tego, że trenowała taniec balijski, zaczęła tańczyć go na scenie.
Pomimo osiągnięcia sukcesu jako piosenkarka, Anggun działa również w innych kierunkach. Kiedy promowała swój pierwszy album w Stanach Zjednoczonych, podobno zaoferowano jej zagranie roli dziewczyny Jamesa Bonda w filmach The World Is Not Enough oraz High Fidelity. Artystka wówczas odmówiła, wyjaśniając swoją decyzję słowami: Urodziłam się piosenkarką. Nie zajmę się inną profesją, bo myślę, że jest wciąż wielu ludzi, którzy urodzili się aktorami filmowymi czy modelami. Moim powołaniem jest muzyka. Wydaje się selektywna w wyborze produktów, które reklamuje.

## Dyskografia

### Albumy

#### Indonezyjskojęzyczne
- Dunia Aku Punya (1986)
- Anak Putih Abu Abu (1991)
- Nocturno (1992)
- Anggun C. Sasmi... Lah!!! (1993)

#### Angielskojęzyczne
- Snow on the Sahara (1997)
- Chrysalis (2000)
- Luminescence (2005)
- Elevation (2008)
- Echoes (2011)
- 8 (2017)

#### Francuskojęzyczne
- Au nom de la lune (1997)
- Désirs contraires (2000)
- Luminescence (2005)
- Élévation (2008)
- Échos (2011)
- Toujours un ailleurs (2015)